# Conférence de méthode
La conférence de méthode est une méthode d'enseignement en petit groupe qui permet l'apprentissage de la méthodologie des instituts d'études politiques ainsi que l'acquisition de connaissances. Initialement donnée en parallèle à un cours magistral pour l'approfondir, les conférences de méthode se donnent généralement avec un groupe d'étudiants en effectif réduit, environ une vingtaine. Elles sont dispensées par des maîtres de conférences qui sont aussi les interlocuteurs privilégiés des étudiants pour le cours en général. L'évaluation du travail est de type contrôle continu, et résulte en une note de conférence.
La conférence de méthode est emblématique de la pédagogie des instituts d'études politiques français. Le format fut créé par l'École libre des sciences politiques à la fin du XIXe siècle, et est à l'origine des travaux dirigés en vigueur dans la plupart des universités en France.

## Histoire

### Une innovation au service d'un projet pédagogique
La fondation en 1872 de l’École libre des sciences politiques par Émile Boutmy est le fruit d'une réflexion de son fondateur sur les techniques pédagogiques de son temps. Par son programme intellectuel considéré comme révolutionnaire du fait de son objet (le « politique », qui n'est pas encore à l'époque institutionnalisé comme discipline académique), ainsi que par son positionnement chronologique (« le contemporain ») et par son horizon géographique (« européen, voire universel »), l'école cherche à être novatrice et originale.
Afin de proposer aux étudiants la même rigueur que dans les autres disciplines traditionnelles universitaires, Boutmy pense un enseignement professionnel tel que celui proposé « pour le médecin, pour l’avocat, pour l’ingénieur, pour le militaire ». Il s'inspire des pratiques de l’université allemande, avec ses laboratoires d’expérimentation, ses séminaires de recherche interactifs et ses privat-docents, ainsi que du modèle anglais du tutorial tel que pratiqué à l'université d'Oxford, pour créer la conférence de méthode. Boutmy définit la complémentarité entre le cours magistral et les conférences de méthode en affirmant que « l'enseignement comprend deux parties qui se soutiennent et se complètent ; l'une plus élevée, l'autre plus pénétrante. Les cours donnent les cadres d'étude, les principaux groupes de faits, les vues et les conclusions les plus générales ; les conférences font pénétrer dans le détail et la pratique, qu'il faut seulement traverser pour passer à des généralités plus hautes ».
La conférence de méthode est à l'origine peu définie. Elle se décline sous plusieurs versions : les « conférences de révision et d’interrogation » sont complémentaires du cours magistral, tandis que les « conférences d’application » ont une visée professionnalisante. Les « conférences de préparation aux concours », ancêtres des prép'ENA, visent à préparer les concours de la haute fonction publique française. Les « groupes de travail » sont orientés vers la recherche. Tous ces formats ont en commun de « compléter » le cours magistral, « cet enseignement par monologue », en constituant des petits groupes de travail interactifs ; tous ont également en commun de faire appel à des enseignants qui disposent d'une activité principale à côté de celle de l'enseignement, afin de faciliter la transmission de compétences et de connaissances professionnelles.
Cette innovation pédagogique, devenue le signe distinctif de Sciences Po, n’a pas eu le succès initial espéré par Boutmy, qui n’a eu de cesse de défendre la valeur et le poids de la conférence de méthode (et des exercices appliqués) dans la scolarité et dans les modalités d’évaluation de Sciences Po. Il bataille pour les rendre obligatoires, hebdomadaires et toujours nombreuses, et enfin diplômantes.

### Stabilisation du format et expansion
L'entérinement du terme de « conférence de méthode » n’intervient qu'entre 1940 et 1941, lors d'une grande réforme pédagogique sous l'impulsion d'André Siegfried,. Devenue un classique de la scolarité façon Sciences Po, leur existence ne sera jamais remise en cause par la déclinaison de nouveaux formats pédagogiques. Le format est conservé lors de la création de l'Institut d'études politiques de Paris et des autres Institut d'études politiques après la Seconde Guerre.
L'École nationale d'administration adopte à son tour le format des conférences de méthode en 1945. L'utilisation des conférences de méthode en prép'ENA est généralisée. Chaque institut d'étude politique recrute ainsi souvent des anciens étudiants ayant réussi les concours afin qu'ils enseignent aux jeunes générations les méthodes appropriées.
La présence aux conférences, qui n'était pas obligatoire jusqu'à présent, le devient. Cela témoigne de l'importance qui leur est accordée dans le cadre de la scolarité en IEP,. Le processus de Bologne et la réforme LMD ne remet pas en cause les conférences de méthode, qui restent adossées, pour la plupart, aux cours magistraux,.

## Apports

### Contact avec le monde professionnel
Boutmy considère que le premier atout des conférences de méthode est qu'elles agissent comme un garde-fou idéologique. La conférence présenterait « un contrepoids toujours en action [qui] empêche [le cours magistral] de céder aux doctrines téméraires qui l’emporteraient s’il était seul ; une vérification pratique immédiate réfute, sans effort, les thèses inconsidérées ». Le fait que les enseignants sont en majeure partie des professionnels permet aux étudiants d'apprendre du réel et de se constituer un réseau.
La conférence de méthode présente en plus de cela l'avantage d'offrir de « véritables enseignements professionnels », en proposant des « expériences pratiques afin de mieux préparer nos élèves au rôle qu’ils auront à remplir dans les diverses carrières où ils s’engageront ».

### Socialisation
Les conférences de méthode jouent un rôle de socialisation pour les étudiants. Mettant en relation de jeunes élèves et des enseignants souvent jeunes, elles favorisent l'interconnaissance et la constitution de réseaux. Certains enseignants de CM ont été remarqués pour leur influence morale sur leurs étudiants. Dans un article de 1945, le comité central du Parti communiste français critique ainsi l'influence des enseignants des conférences de méthode qui enseignent des cours d'économie libérale, comme Gaëtan Pirou.
Un article du Center for European Studies de l'université Harvard remarque ainsi que les confs assurent l'interface entre le monde du secteur public et le monde du privé. Cela se traduit par une proportion importante d'enseignants issus du monde professionnel (en 2000, 30% d'enseignants de conférences de méthode sont issus du secteur privé à l'IEP de Paris et 30% de la fonction publique).

### Perfectionnement de la méthode
La conférence de méthode permet, pour Boutmy, de « redresser les erreurs de [la] méthode de travail [de l’étudiant] en lui démontrant que, souvent, il ne sait pas alors qu’il croyait savoir, en le convainquant qu’il ne suffit pas d’apprendre mais qu’il faut avant tout comprendre et, pour cela, réfléchir » ; c’est également un outil pour « cultiver certaines aptitudes que l’enseignement ex cathedra laisse inactives » comme « l’accès des sources » et aux « documents contemporains », en même temps qu’un laboratoire pour former l’étudiant à des exercices variés : « exposés oraux, […] compositions écrites », revues de presse, rédaction d’articles de journaux.
Le faible nombre d'étudiants dans une conférence de méthode permet à ceux qui l'assurent de faire travailler leurs étudiants à l'oral, notamment par l'exercice de l'exposé. La conférence de méthode témoigne ainsi de l'importance accordée à la maîtrise de l'expression orale dans les Instituts d'études politiques.

### Bénéfice d'expertise
La gestion souple de leurs maquettes et des thèmes des cours dans les instituts d'études politiques permet à l'administration de confier des conférences de méthode à des intervenants dans leur spécialité. La gestion souple autorise le recrutement temporaire de chercheurs spécialisés dans un domaine très étroit, ce qui a permis l'enseignement de disciplines peu connues dans les IEP avant que l'enseignement ne s'étende à l'université ; ainsi des études slaves en France.
Le rapport de Christophe Charle sur Le Personnel de l'enseignement supérieur en France aux XIXe et XXe siècles publié en 1985 souligne que « à la faculté de droit notamment, les règles de la répartition des services font que certains enseignants sont obligés durant des années d'assurer des cours hors de leur domaine de recherche, et c'est donc à l'Institut d'études politiques qu'ils enseignent réellement dans leur domaine ».
La journaliste Raphaëlle Bacqué souligne que les conférences de méthode permettent aux IEP d'inviter des personnalités le temps d'un semestre ou deux pour assurer un cours en relation avec leur vie professionnelle. Ainsi d'Alain Juppé qui enseigne à l'IEP de Paris pendant une traversée du désert politique, ou de Sandrine Rousseau qui enseigne à l'IEP de Lille parallèlement à ses fonctions de porte-parole d'Europe Écologie Les Verts.